# Steven R. McQueen

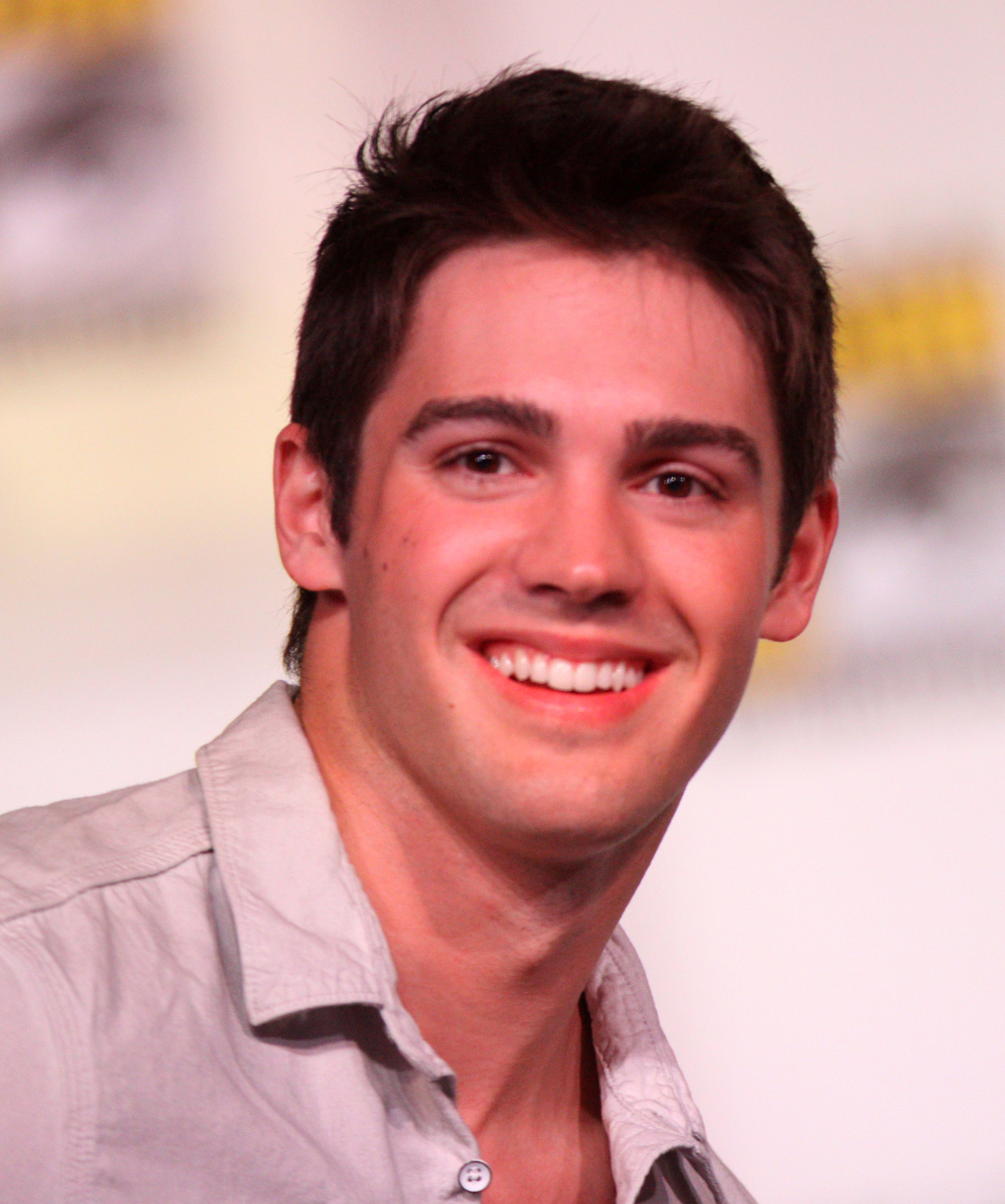
Steven R. McQueen bei der Comic-Con (2012)

Steven R. McQueen (* 13. Juli 1988 in Los Angeles, Kalifornien als Steven Chadwick McQueen) ist ein US-amerikanischer Schauspieler.

## Karriere
Der breiten Öffentlichkeit wurde McQueen durch seine Rolle als Jeremy Gilbert in Vampire Diaries bekannt. Diese Rolle spielte er von 2009 bis 2015 und 2017 an der Seite von Ian Somerhalder, Nina Dobrev und Paul Wesley. Zuvor hatte er bereits kleine Gastauftritte in den Krimiserien CSI: Miami, Without a Trace – Spurlos verschwunden und Numbers – Die Logik des Verbrechens. Daneben spielte er eine Nebenrolle in sieben Episoden von Everwood und die Hauptrolle im Film Piranha 3D.

## Familie
Steven R. McQueen ist der Enkelsohn von Steve McQueen und Neile Adams und der gemeinsame Sohn des Schauspielers, Produzenten und Rennfahrers Chad McQueen mit Stacey Toten sowie der Stiefsohn des früheren kanadischen Eishockeyspielers Luc Robitaille.
Steven R. McQueen lebt derzeit in Atlanta, Georgia.

## Filmografie (Auswahl)
- 2000: Emergency Room – Die Notaufnahme (ER, Fernsehserie, Folge 7x22)
- 2005: Nemesis – Der Angriff (Threshold, Fernsehserie, Folge 1x03 Von Ratten und Menschen)
- 2005–2006: Everwood (Fernsehserie, 7 Folgen)
- 2006: Club Soda
- 2007: American Breakdown – Lebe und Lerne (Stories USA)
- 2008: Numbers – Die Logik des Verbrechens (NUMB3RS, Fernsehserie, Folge 4x16 Die Sekte)
- 2008: Without a Trace – Spurlos verschwunden (Without a Trace, Fernsehserie, Folge 7x04 Richtig oder Falsch)
- 2008: Minutemen – Schüler auf Zeitreise (Minutemen)
- 2008: CSI: Miami (Fernsehserie, Folge 7x08 Kein Kinderspiel)
- 2009–2015, 2017: Vampire Diaries (The Vampire Diaries, Fernsehserie, 99 Folgen)
- 2010: Piranha 3D
- 2015–2016: Chicago Fire (Fernsehserie) (25 Folgen)
- 2016: Chicago P.D. (Fernsehserie)
- 2018: Legacies (Fernsehserie, Folge 1x03)
- 2018: Medal of Honor (Fernsehserie, Folge 1x06)

## Auszeichnungen und Nominierungen
Auszeichnungen
- 2007: Beim Beverly Hills Film Festival in der Kategorie Bester männlicher Darsteller für seine Rolle in Club Soda

Nominierungen
- 2013: Bei den Teen Choice Awards in der Kategorie Scene Stealer Male für seine Rolle in Vampire Diaries